# 失敗國家

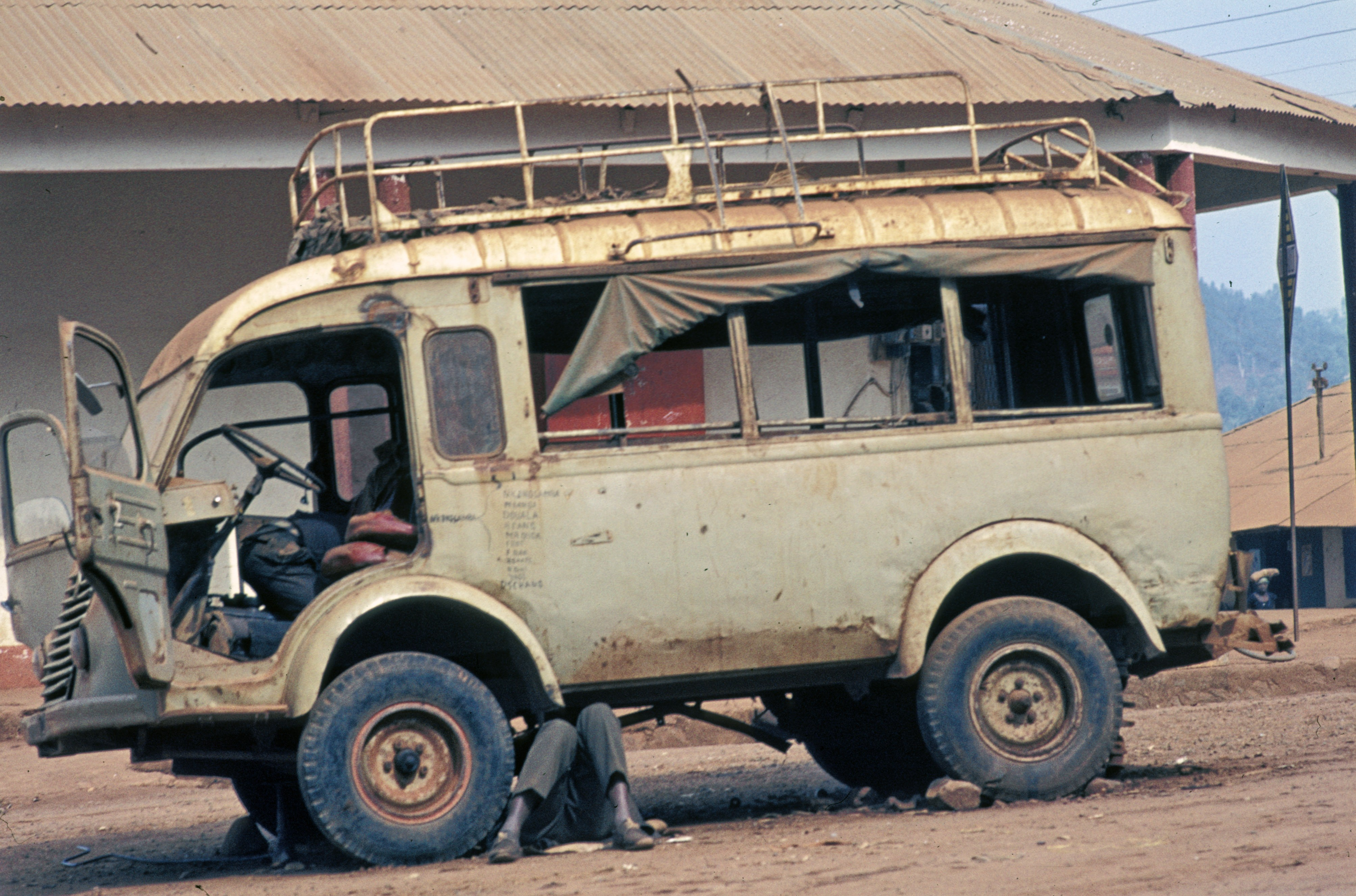
非洲國家喀麦隆一輛1960年代使用至今的雷諾巴士

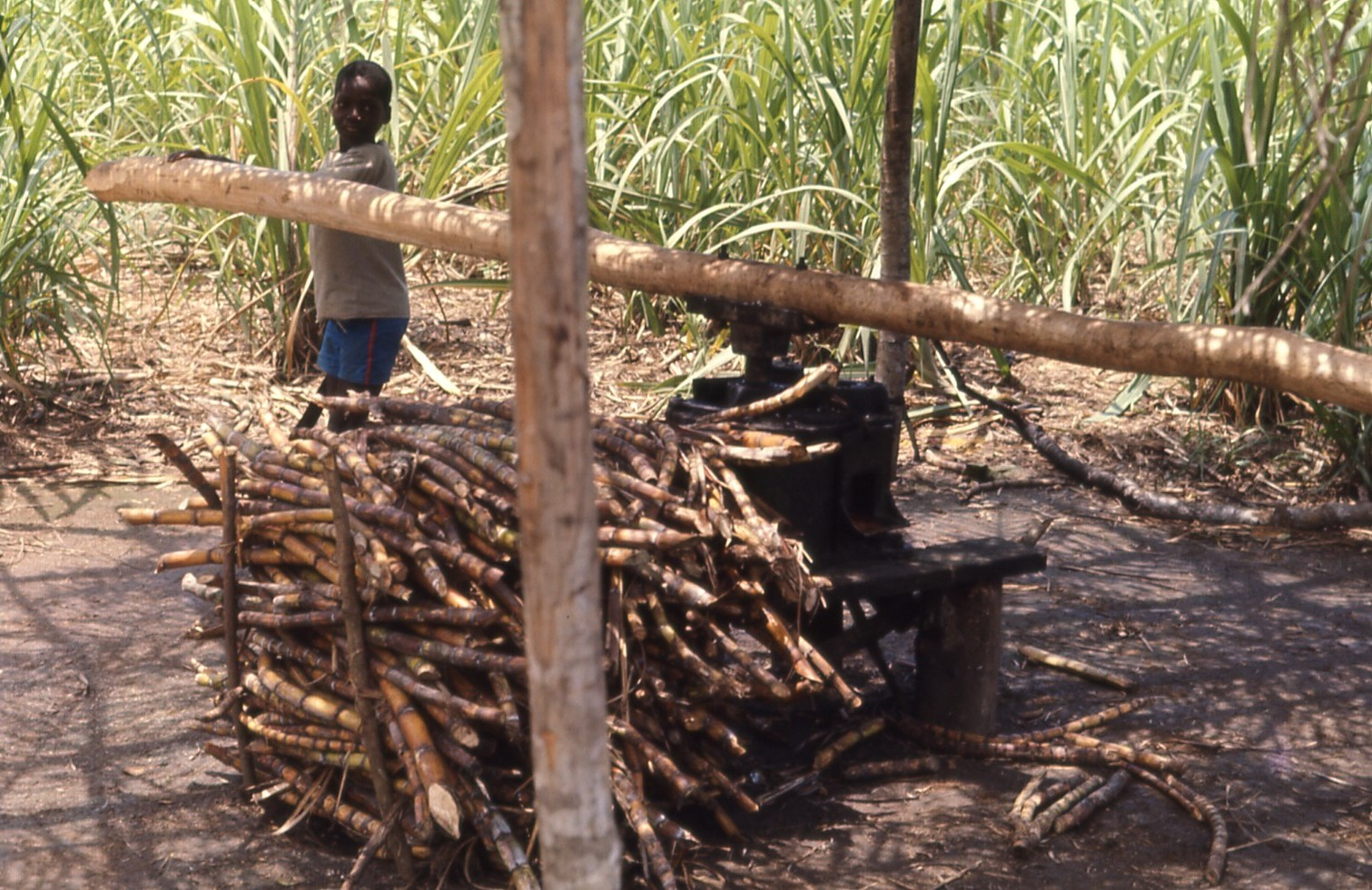
賴比瑞亞磨甘蔗的男孩

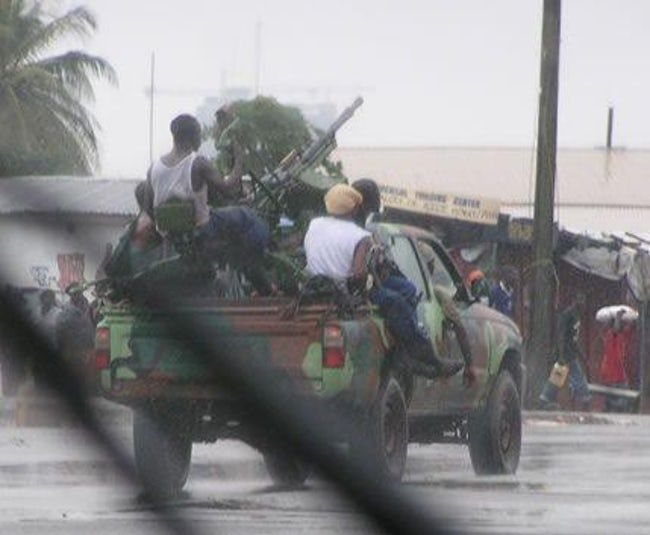
利比里亚的游擊叛軍

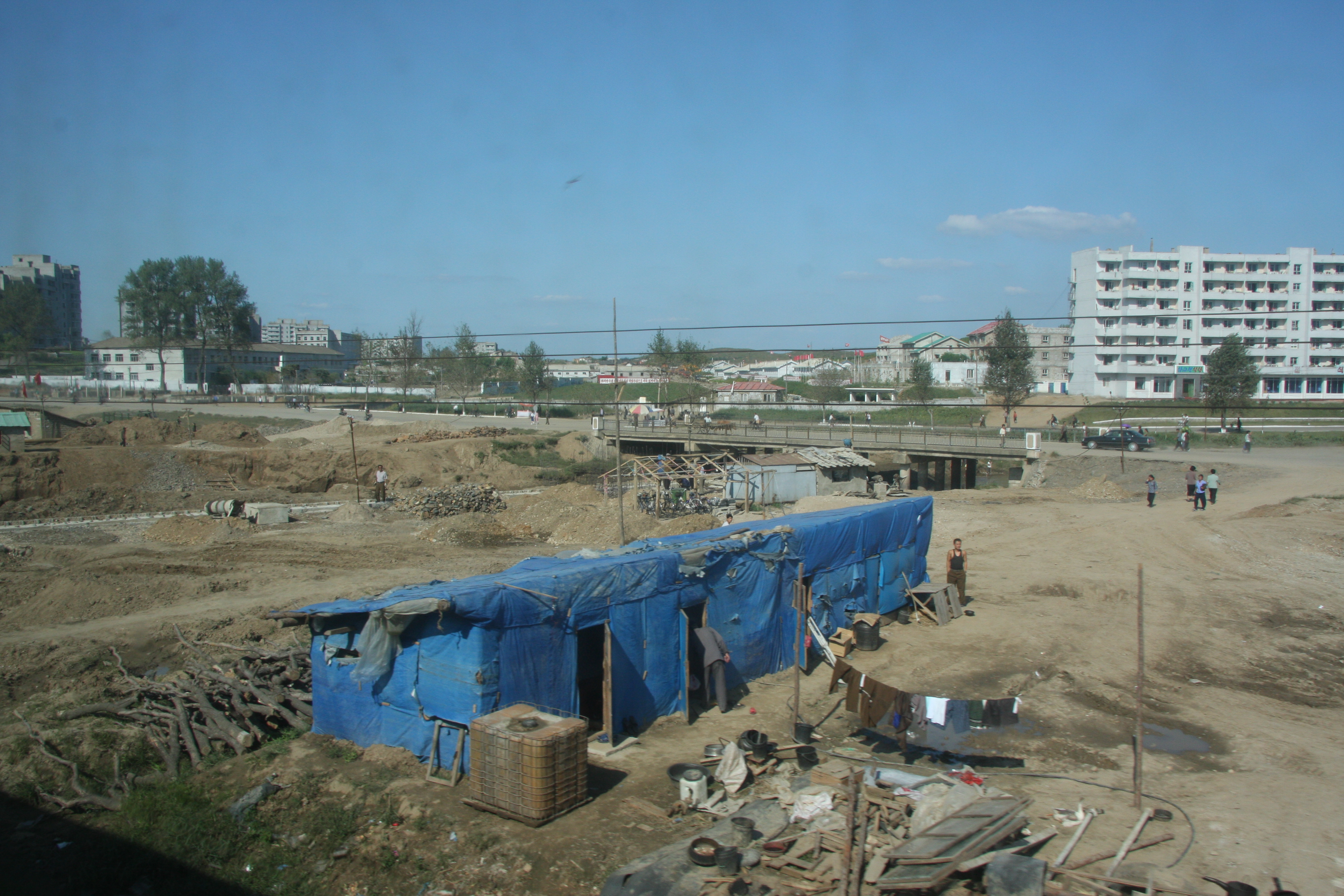
朝鲜大饥荒是20世纪末最严重的人道主义灾难

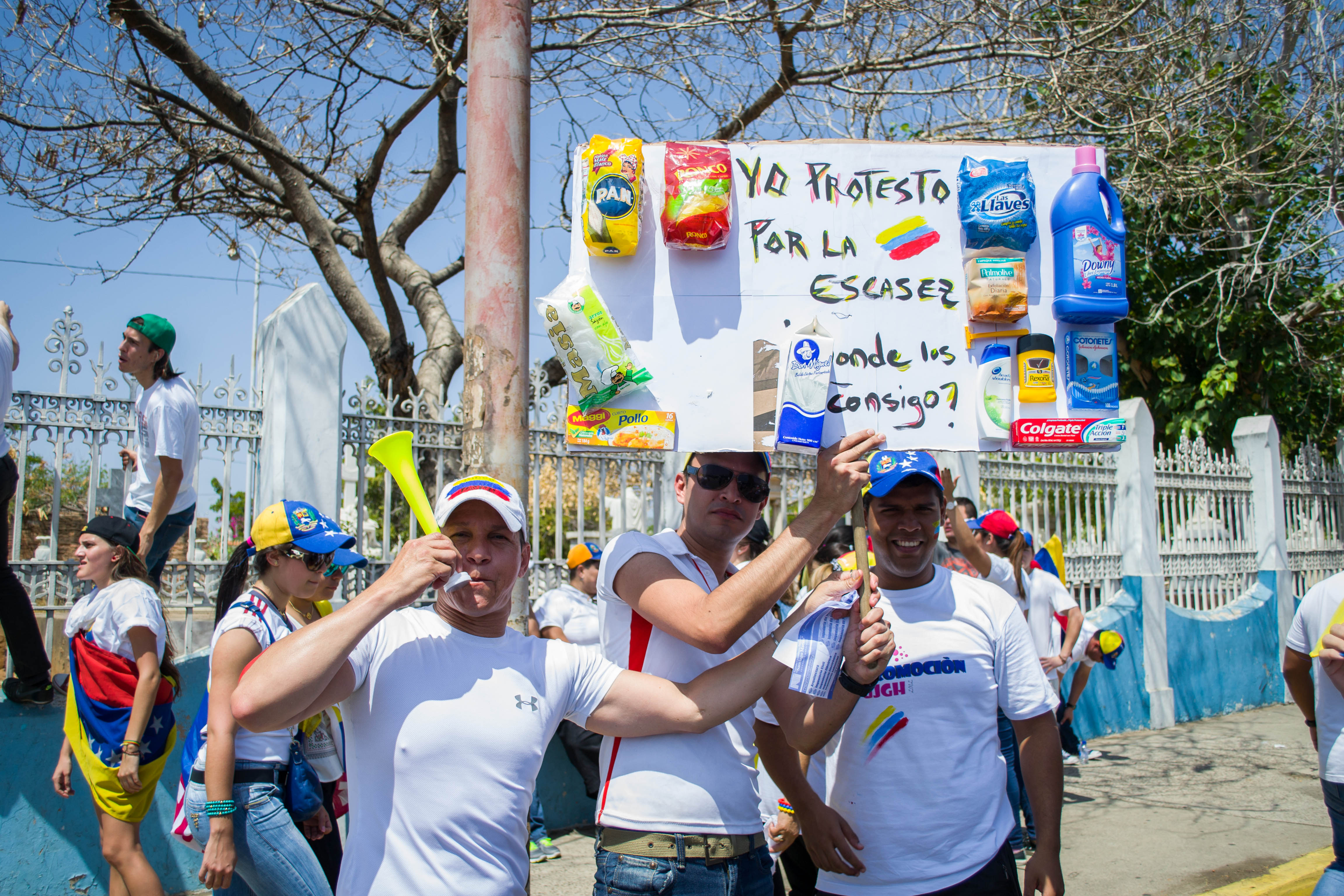
委内瑞拉示威

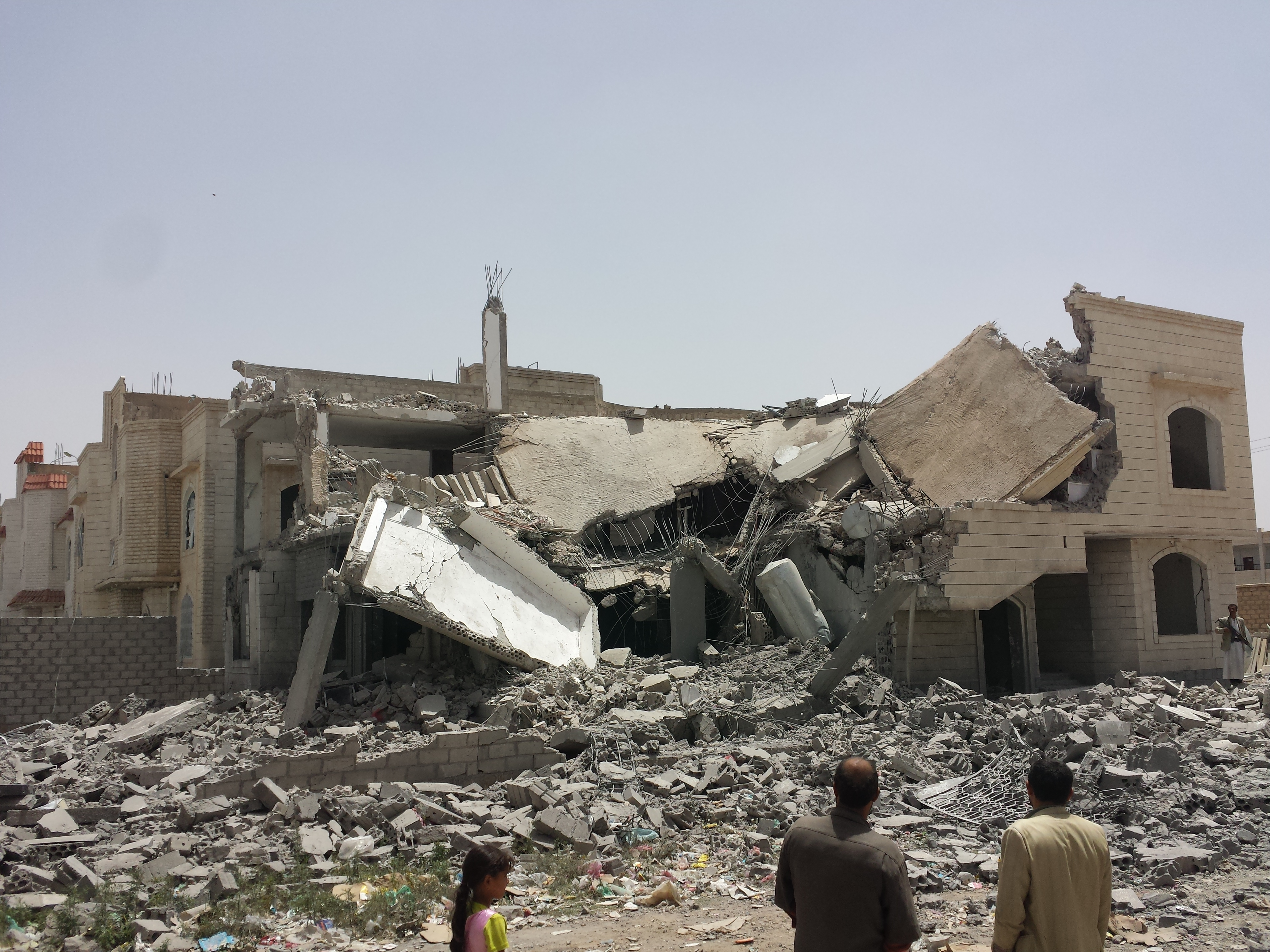
也门内战

失能政府或失敗國家（英語：Failed state），意指一個被認為未能滿足和履行某一些作為主權政府應有的基本條件和責任的國家。和平基金會提出下列特點以更準確地定義失敗國家，並經常獲得引用：
- 失去對其領土的控制，又或未能維持其於領土內對武力的壟斷；
- 其正當地作出集體決定的權力受到侵蝕；
- 未能夠提供公共服務；
- 未能夠以一個全權國際社會成員的身份與其他國家打交道。

通常一個失敗國家的特徵會反映於社會、政治和經濟的失敗上；除以上特點外，失敗國家亦通常有普遍的貪污和犯罪情況、出現難民等非自願人口遷移，以及經歷嚴重的經濟下滑。
對於政府控制能力要達到何種程度才能避免入列失敗國家，學術界有明顯分歧。
另外，宣稱一個國家為「失敗」一般都具爭議性，同時，假若是以具權威的方式宣佈，更會引發實質的地緣政治後果。

## 定義
「失敗國家」並沒有一個獲普遍接納的明確定義。
一般來說，「失敗國家」的管治已經變得無效，並且無法一致地於整片國土內施行其法律，原因包括不同程度的高犯罪率、極之嚴重的政治腐敗、牢不可破同時又低效的官僚制度、失效的司法制度、軍人干政、以及在某些文化中，傳統領袖在一些範疇上比國家擁有更大的權力。而一些基於觀感的因素亦有所影響。一個新的概念亦從而衍生：「失敗城市」。意思是儘管國家管治在整體上仍然有效，但在國家層面以下的政治體系可能在基礎建設、經濟和社會政策上崩潰。一些城市或地區更可能因而脫離國家控制，成為該國「實際上」無政府的區域。

### 批評
「失敗國家」一詞的普及被一些公共政策學者批評為武斷和煽情。William Easterly和Laura Freschi質疑失敗國家的概念「沒有連貫的定義」，並且只不過是為西方國家軍事介入其他國家的政策目標提供理據。英國作家Anatol Lieven區分開「真正失敗並正在失敗」的非洲亞撒哈拉地區國家，以及「在傳統上從未直接控制......它們的大部份領土並且持續受到來自四方八面無間斷的武力抵抗」的南亞國家。雖然他承認與工業化的西歐國家比較起來，可視巴基斯坦為「失敗」，但他批評，輿論以巴基斯坦西北部的武裝衝突為例說明巴基斯坦為一失敗國家，但面對印度程度更嚴重的納薩爾毛派叛亂以及斯里蘭卡內戰卻沒有同樣處理。

## 失敗國家指數
自2005年起，美國智庫和平基金會聯同雜誌《外交政策》每年發布「失敗國家指數」。該指數只評估主權國家（以擁有聯合國成員國身份為準）。因此全球數個地區的政治實體不會包括在指數之內，包括：巴勒斯坦國、北塞浦路斯土耳其共和國、科索沃共和國及阿拉伯撒哈拉民主共和國、頓涅茨克人民共和國和盧甘斯克人民共和國。雖然這些國家有獲得一些國家承認其為主權國，但在其政治地位及聯合國成員國身份在國際法上獲得確認之前，不會納入失敗國家指數當中。指數按照12個國家脆弱性指標（請參閱下一段落）的總得分排名。

### 國家脆弱性指標
失敗國家指數按照12個國家脆弱性指標的總得分排名，當中包括4個社會，2個經濟及6個政治指標。每個指標分數由0至10，0分即一國在該項指標所評估的問題上嚴重程度最低（最穩定），10分即嚴重程度最高（最動蕩）。指數計算12個指標的總得分，故得分範圍為0 - 120分。
指標的設計意圖並非去預測一個國家是否將會面臨暴力衝突或將會瓦解，而是評估該國在面對瓦解和暴力危機時的脆弱程度。一個國家無論被評為紅色級別（得分90或以上，「警戒」）、橙色級別（得分60或以上，「警告」）或者黃色級別（得分30或以上，「平和」），都有可能具備一些特徵令其社會及制度容易面臨失效。相比被評為處於較危險狀態的「警戒」及「警告」級別國家，「平和」級別國家亦有機會以更高速度失效，並因而更快面臨暴力衝突。反之，處於「警戒」級別的國家或許岌岌可危，但情況惡化的速度可能十分緩慢，亦有可能出現情況有所改善的正面訊號，讓國家有時間採取措施緩解危機。

2020年各國的脆弱國家指數
極高警戒 (111-120)
高度警戒 (101-110)
警戒 (91-100)
高度警告 (81-90)
中度警告 (71-80)
警告 (61-70)
不穩定 (51-60)
穩定 (41-50)
更穩定 (31-40)
可持續穩定 (21-30)
可永久穩定 (0-20)
無數據/數據無法使用

#### 社會指標
1. 人口壓力加劇[8]
2. 難民或境內流離失所群眾的大規模移動[9]
3. 遺留著尋求復仇的集體種族怨恨或偏執[10]
4. 長期和持續的人口及人才外流[11]

#### 經濟指標
1. 各群體的經濟發展程度不均[12]
2. 貧窮、急劇及／或嚴重的經濟衰退[13]

#### 政治指標
1. 國家被視為罪惡及／或不具正當性[14]
2. 公共服務逐步失效[15]
3. 法治中斷及／或人權侵害廣泛[16]
4. 安全部隊運作儼如「獨立國家」[17]
5. 統治精英派系分裂[18]
6. 受到外國或外來政治力量干預[19]

## 外部連結
- 國防資訊中心資源網站有關失敗國家的資料
- 「失敗國家」和國際法（页面存档备份，存于） - Daniel Thürer, International Review of the Red Cross（英语：International Review of the Red Cross） (December 12, 1999)
- 全球各國國家穩定性實時監察（页面存档备份，存于）